# Nationaal Bevrijdingsmonument

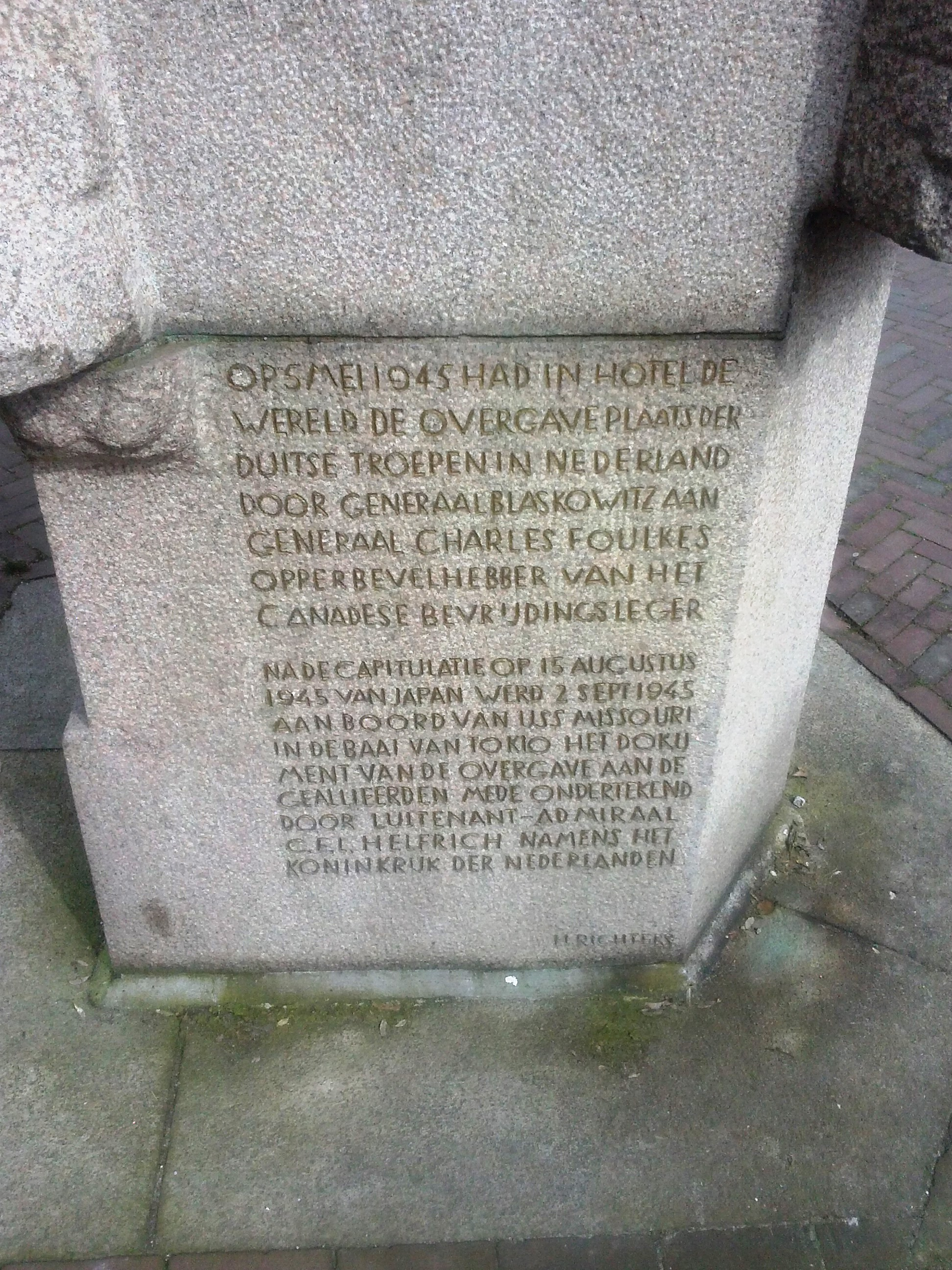
Detail sokkel

Het Nationaal Bevrijdingsmonument (in de volksmond De blote man, ook wel Blote Jan) in de Nederlandse stad Wageningen is een monument ter nagedachtenis aan het einde van de Tweede Wereldoorlog.

## Achtergrond
In Wageningen vonden in mei 1945 in Hotel De Wereld onderhandelingen plaats, waarna de Duitse bezetters de overgave tekenden. In datzelfde jaar werd het initiatief genomen voor een capitulatiemonument, een jaar later sprak men over Vredesmonument. Uiteindelijk werd gekozen voor de naam Nationaal Bevrijdingsmonument.
Beeldhouwer Han Richters kreeg de opdracht het monument te maken. Hij maakte een staande, naakte man, op de sokkel staan leeuwen als symbool voor het geweld. Hij wilde met de man uitdrukking geven aan "de verlossing uit een groot gevaar en de dankbaarheid die daarop volgt", daarmee ook verwijzend naar Psalm 22. Het naakt leidde aanvankelijk tot onrust bij de bevolking, maar de uitvoering werd er niet door gehinderd. Het beeld werd in brons gegoten bij Albert Binder. Het monument werd geplaatst op het plein bij Hotel De Wereld en op 13 september 1951 door prins Bernhard onthuld.
In 1982 werd door Richters een inscriptie toegevoegd die verwijst naar de capitulatie van Japan. Deze inscriptie werd op 5 mei 1982 door prins Bernhard onthuld. Bij een herinrichting van het plein in 1995, werd het monument vijf meter in westelijke richting verplaatst. Het plein kreeg dat jaar de naam 5 Mei Plein.
Jaarlijks wordt op bevrijdingsdag bij het monument het bevrijdingsvuur ontstoken.

## Beschrijving
Het oorlogsmonument toont een naakte man, uitgevoerd in brons, met geheven handen. De man staat op een 2,8 m hoge granieten sokkel, waarop in reliëf leeuwen zijn te zien. In de sokkel zijn diverse inscripties aangebracht:

VERLOS MIJ UIT DES LEEUWEN MUIL
ZO ZAL IK UWEN NAAM MIJNE
BROEDEREN VERTELLEN IN
HET MIDDEN DER GEMEENTE
ZAL IK U PRIJZEN
P.S. 22:21, 22

OP 5 MEI 1945 HAD IN HOTEL 'DE WERELD'
DE OVERGAVE PLAATS DER DUITSE TROEPEN IN NEDERLAND
DOOR GENERAAL CHARLES FOULKES
OPPERBEVELHEBBER VAN HET CANADESE BEVRIJDINGSLEGER

NA DE CAPITULATIE OP 15 AUGUSTUS 1945
VAN JAPAN WERD 2 SEPTEMBER 1945
AAN BOORD VAN DE USS MISSOURI IN DE
BAAI VAN TOKIO HET DOKUMENT VAN DE
OVERGAVE AAN DE GEALLIEERDEN MEDE
ONDERTEKEND DOOR LUITENANT-ADMIRAAL
C.E.L. HELFRICH NAMENS HET KONINKRIJK
DER NEDERLANDEN

GIJ, DIE VOORBIJ GAAT, DENKT GIJ VAAK GENOEG
HOE WAS UW LOT ALS NIET, DIE DAG VAN MEI
GEBREIDELD WERD, WIENS KLAUW EN BEET U SLOEG?
TOEN IS UW LAND BEVRIJD! OOK GIJ! OOK GIJ!

## Afbeeldingen

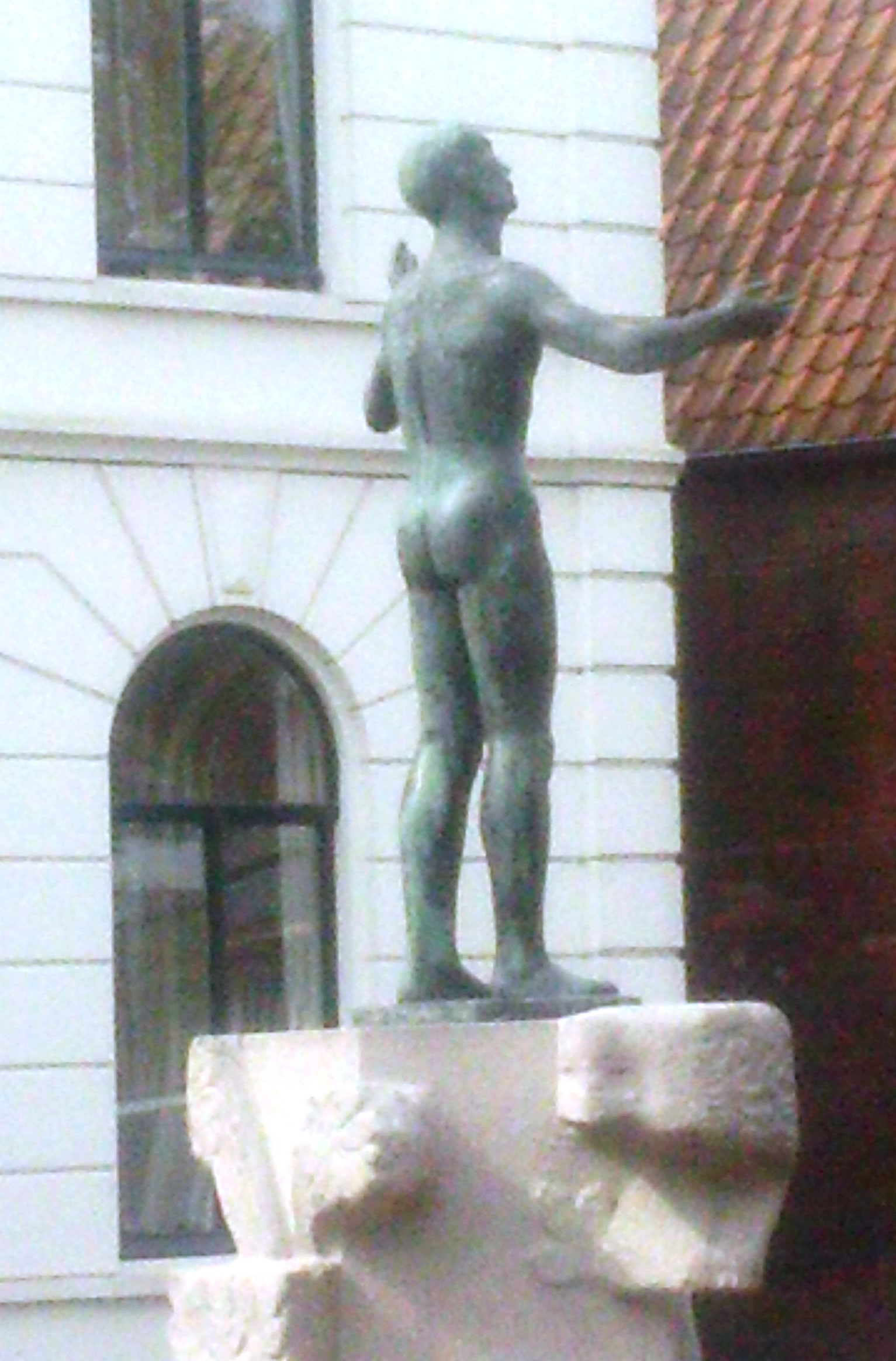
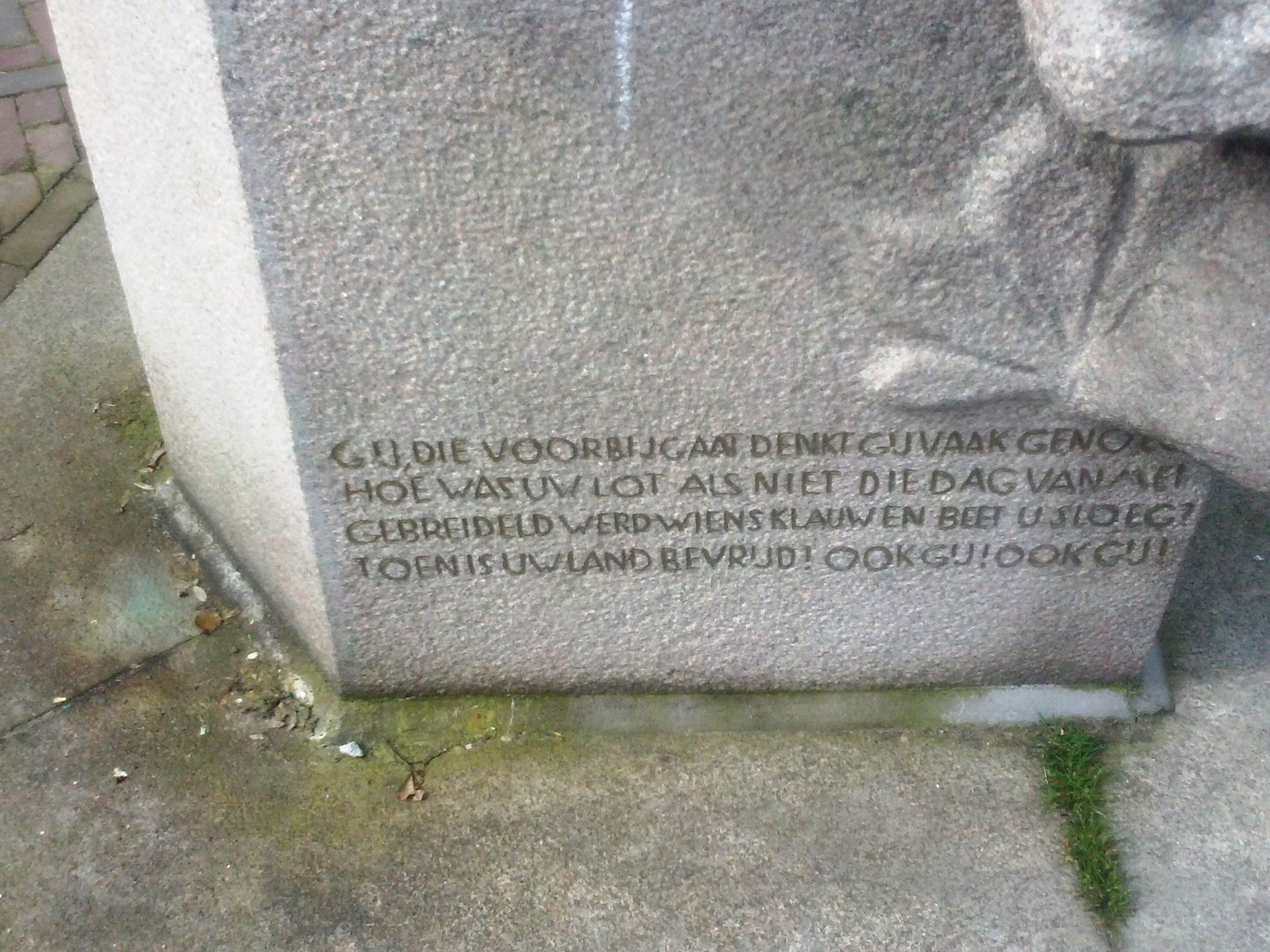